# L'Interprète des maladies
L'Interprète des maladies (titre original : Interpreter of maladies) est un recueil de nouvelles de l'américaine, d'origine indienne, Jhumpa Lahiri. En 2000, il reçoit le prix Pulitzer de la fiction et le PEN/Hemingway Award. 
Les neuf nouvelles, certaines se déroulant en Inde et d'autres sur la côte est des États-Unis, traitent de sujets comme le mariage arrangé, l'aliénation, la dislocation et la perte de culture et donnent un aperçu des expériences des immigrants indiens ainsi que de la vie des habitants de Calcutta.

## Neuf nouvelles
| Nouvelle                              | Publiée à l'origine dans |
| ------------------------------------- | ------------------------ |
| "Un dérangement provisoire"           | The New Yorker           |
| "Quand monsieur Pirzada venait dîner" | The Louisville Review    |
| "L'interprète des maladies"           | Agni Review              |
| "Un vrai durwan"                      | Harvard Review           |
| "Sexy"                                | The New Yorker           |
| "Madame Sen"                          | Salamander               |
| "Cette maison bénie"                  | Epoch                    |
| "Le traitement de Bibi Haldar"        | Story Quarterly          |
| "Le troisième et dernier continent"   | The New Yorker           |

## Synopsis

### Un dérangement provisoire
Shoba et Shukumar sont mariés et ont perdu leur bébé à la naissance. Ils vivent l'un à côté de l'autre comme des étrangers. Pour cause de travaux, l'électricité est coupée chaque soir pendant une heure. Dans la pénombre, à la lumière de bougies, ils tentent de renouer le lien en se confiant un secret, chacun leur tour. À la fin, Shoba annonce qu'elle a trouvé un autre appartement tandis que Shukumar révèle que leur enfant était un garçon.

### Quand monsieur Pirzada venait dîner
M. Pirzada vient de Dhaka au Pakistan, où il a laissé sa femme et ses sept filles pour faire des recherches aux Etats-Unis. Il dîne régulièrement chez Lilia, 10 ans, et ses parents d'origine indienne. Sans nouvelles de sa famille, il voit chez eux par écran interposé la guerre se dérouler sous ses yeux. Il retournera chez lui dans un nouveau pays, le Bangladesh. 

### L'interprète des maladies
M. Kapasi est traducteur dans un hôpital, il se voit comme un interprète des maladies, et guide touristique en Inde. Alors qu'il fait visiter la famille Das, il se rêve une relation romantique avec Mme Das. Restée seule dans son taxi, alors que son mari et ses trois enfants visitent un temple, elle lui confie que son fils n'est pas de son époux.

### Un vrai durwan
Boori Ma, une pauvre vieille femme, est hébergée par les habitants d'un immeuble de Calcutta et leur sert de concierge ("Durwan"). Elle leur raconte souvent sa prétendue splendeur passée. Quand M. Dalal est promu à son travail, il installe un lavabo pour tous les habitants. Les autres locataires deviennent alors obsédés par le besoin d'apporter également leurs propres améliorations. Mais le lavabo est volé et les habitants accusent Boori Ma d'avoir informé les voleurs.

### Sexy
Miranda, une jeune américaine blanche, a une liaison avec un homme indien marié qui l'emmène au Mapparium et lui murmure qu'elle est "sexy". Elle s'offre des vêtements "sexy" qu'elle pense convenir à une maîtresse mais son amant ne remarque rien. Alors qu'elle garde le petit garçon de sept ans d'une amie que son mari a quitté pour une autre, elle comprend la douleur de cette femme. 

### Madame Sen
Eliot, jeune américain blanc de 11 ans, est gardé par Madame Sen après l'école. Alors qu'elle coupe et prépare ses légumes sur le sol du salon, elle lui raconte sa vie passée à Calcutta, lui montre sa collection de sari et sa passion pour le poisson qu'elle ne peut aller chercher au supermarché car elle ne sait pas conduire.
À la fin, alors que Mme Sen voulait conduire, sans son mari, pour chercher le poisson qu'elle aime tant, elle a un accident de voiture

### Cette maison bénie
Les parents de Sanjiv et Twinkle ont arrangé leur mariage depuis l'Inde. Alors qu'ils viennent de s'installer ensemble, à Hartford, ils découvrent au fur et à mesure divers objets chrétiens cachés dans la maison. S'ils dérangent Sanjiv qui lui rappelle qu'ils sont hindous, Twinkle est ravie de ces "surprises" et les exposent sur le manteau de la cheminée. 

### Le traitement de Bibi Haldar
Bibi Haldar a trente ans et est victime de crises de convulsion qu'aucun traitement ne réussit à soigner. Son cousin et sa femme l'hébergent contre la tenue de l'inventaire de leur boutique de cosmétique. Les femmes de la communauté s'occupent d'elle et quand elles l'emmènent à l'hôpital lors d'une de ses crises, le médecin prescrit le mariage, pour "calmer son sang". Mais le cousin refuse, trop cher, et quand sa femme tombe enceinte, Bibi est reléguée à la cave par peur de la contamination. Les voisines refusent alors de faire leurs achats chez le cousin, le conduisent à la faillite et au départ, laissant Bibi derrière eux.

### Le troisième et dernier continent
Après avoir quitté l'Inde, puis étudié à Londres, le narrateur arrive aux Etats-Unis, le troisième continent, pour travailler au MIT. Il loue une chambre chez une vieille femme qui a cent trois ans. Comme elle qui n'est pas adaptée à son temps, il n'est pas adapté aux Etats-Unis. Après six semaines chez elle, il éprouve de l'attachement pour elle. Sa femme qui a été choisie par sa famille le rejoint et ils s'installent ensemble.

## Réception critique
Lors de sa publication aux États-Unis, Interpreter of Maladies reçoit un accueil très positif. Le New York Times fait l'éloge de Lahiri pour son style d'écriture, son «élégance et son équilibre hors du commun». Un autre journaliste du même journal applaudi le recueil pour son éclairage "des brèves relations - entre les amoureux, les amis de la famille, ceux rencontrés en voyage" et "pour utiliser les mots de Sanjeev à Twinkle, Lahiri est ''wow.'' ".

## Prix et Récompenses
L'interprète des maladies reçoit le prix Pulitzer de la fiction et le PEN/Hemingway Award en 2000. Le New Yorker l'élit meilleur premier roman de l'année et il est sélectionné dans la liste des dix meilleurs livre de l'Oprah Winfrey's Book Club. 